# Bedrijfshockey
Bedrijfshockey is een hockeycompetitie voor bedrijven.

## Geschiedenis
Het bedrijfshockey valt sinds 2001 officieel onder de Koninklijke Nederlandse Hockeybond maar wordt al vanaf 1980 regionaal gespeeld. In de bedrijfshockeycompetitie nemen teams van verschillende bedrijven en instellingen het in regionale poules tegen elkaar op. De winnaars van deze poules spelen tegen elkaar op het Landskampioenschap Bedrijfshockey. De competitie staat los van de reguliere competitie voor hockeyclubs en spelers kunnen hiernaast ook voor een gewoon hockeyteam uitkomen. Tijdens bedrijfshockey gelden dezelfde regels als voor het veldhockey alleen de puntentelling wijkt soms af. Het bedrijfshockey is vooral van recreatieve aard en heeft ook tot doel om de onderlinge contacten tussen (medewerkers van) bedrijven uit dezelfde regio te bevorderen.

## Winnaars landelijk kampioenschap

### Mixed
- 2003: Erasmus MC (Rotterdam)
- 2004: Diensten (Breda)
- 2005: Procter & Gamble (Rotterdam)
- 2006: Procter & Gamble (Rotterdam)
- 2007: Procter & Gamble (Rotterdam)
- 2008: ATV (Ambtenaren en TrendVolgers) (Breda)
- 2009: SNS Property Finance (Utrecht)
- 2010: Charlie's Angels (Den Haag)
- 2011: Burghouts bedrijven (Nijmegen)
- 2012: Burghouts bedrijven (Nijmegen)
- 2013: Charlie's Angels (Den Haag)
- 2014: Charlie's Angels (Den Haag)
- 2015: Charlie's Angels (Den Haag)
- 2016: Charlie's Angels (Den Haag)
- 2017: Jacky (Den Haag)
- 2018: UMC (Utrecht)

### Heren
- 2003: VVUB (Utrecht)
- 2004: Shell Nederland (Den Haag)
- 2005: Shell Nederland (Den Haag)
- 2006: Joint Stick (Kennemerland)
- 2007: Shell Nederland (Den Haag)
- 2008: Frenkel, van Sante & Frank (Amsterdam)
- 2009: Ahold (Amsterdam)
- 2010: Thaitennisvakantie.com (Amsterdam)
- 2011: Hergo, de slager met 'n koksmuts (Amsterdam)
- 2012: Grays PET ICT (Utrecht)
- 2013: Wortelboer Ankers en Kettingen (Rotterdam)
- 2014: Fashion team (Amsterdam)

Na 2014 niet meer gespeeld

### Dames
- 2003: ABN Amro (Amsterdam)
- 2004: ABN Amro (Amsterdam)
- 2005: Transavia (Amsterdam)
- 2006: -
- 2007: ABN Amro (Amsterdam)
- 2008: -
- 2009: Stichting SOS (Amsterdam)

Na 2009 niet meer gespeeld.